# Luis Felipe de Peñalosa y Contreras
Luis Felipe de Peñalosa y Contreras (Segovia,  1912 - Segovia, 3 de abril de 1990) fue un historiador, poeta y escritor español, vizconde de Altamira de Vivero.

## Biografía
Nació en la ciudad de Segovia y fue bautizado en la iglesia parroquial de la Santísima Trinidad de dicha ciudad el 13 de marzo de 1912, donde residió toda su vida, conociéndola como muy pocos y consagrando sus trabajos, tiempo y afanes a ella.
Cursó la carrera de Historia en los primeros años 30 en la Universidad de Valencia. 
Fue alumno del poeta Antonio Machado cuando éste era profesor de francés en el Instituto General y Técnico.
A lo largo de su vida luchó incansablemente por la defensa del patrimonio histórico-artístico y natural de la ciudad de Segovia. Se dedicó en cuerpo y alma a impedir el deterioro urbanístico de su ciudad, en algunas ocasiones a cambio de la incomprensión, desde sus cargos de delegado provincial de Bellas Artes y director de los museos Zuloaga y Provincial. 
Su última intervención pública fue en la Real Academia de Historia y Arte de San Quirce que tantas satisfacciones le produjo a lo largo de su vida, el 27 de noviembre de 1989 con motivo de la presentación de unas jornadas sobre el paisaje.
Allí expresó su satisfacción por ver cómo las nuevas generaciones se sentían más sensibilizadas ante la tragedia que supone el contemplar la destrucción de la naturaleza y de los valores estéticos consustanciales a ella, en aras del eterno becerro de oro de un progreso puramente materialista. 
Para Peñalosa, pese a las apariencias de una engañosa propaganda, se está atravesando por uno de los peores momentos en la lucha por la conservación, tanto de los espacios naturales como de los urbanos.
Falleció en la ciudad que le vio nacer, el 3 de abril de 1990 después de una incansable lucha en pro de la historia y cultura de Segovia.

### Padres
Hijo de Rodrigo de Peñalosa y Ribero, natural de Ciudad Rodrigo y de Ventura de Contreras y López de Ayala, hija del Marqués de Lozoya.

### Cargos y condecoraciones
- Delegado provincial de Bellas Artes
- Director del Museo Zuloaga
- Director del Museo Provincial de Segovia.
- Miembro Correspondiente de la Real Academia de la Historia.
- Miembro Correspondiente de la Academia de Bellas Artes de San Fernando.
- Miembro de la Real Academia de Bellas Artes de la Purísima Concepción de *Valladolid, donde ingresó en 1961.
- Gran Cruz de Alfonso X el Sabio.
- Cruz al Mérito con Corona de la Orden de Malta.
- Cruz de Guerra y dos rojas del Mérito Militar.
- Medalla de Plata de la Cruz Roja Española.
- Medalla de Plata al Mérito de las Bellas Artes.
- Director de la Academia de Historia y Arte de San Quirce.
- Caballero de la Real Hermandad de Infanzones de Nuestra Señora de la Caridad de la Imperial Villa de Illescas.
- Licenciado en Filosofía y Letras.
- Alférez Provisional del Arma de Infantería.

## Obra
Luis Felipe fue, antes que nada, un poeta. Con tan sólo veintitrés años publicó un libro de poemas, su único libro editado, sus “Poemas para cuando sea Domingo” (1935), en él da testimonio de la delicadeza de su lírica, su inspiración y del conocimiento de las corrientes y vaivenes de la poesía de su tiempo.
La etapa de la historia de Segovia a la que preferentemente aplicó Luis Felipe su esfuerzo como historiador es la que va de la proclamación de Isabel la Católica como reina de Castilla en 1474 a la Revolución de las Comunidades en 1520-1521. Pero, además, D. Luis Felipe fue un reconocido historiador del Arte, dotado de fina sensibilidad . Un ejemplo de su labor como historiador del arte es el trabajo titulado “La Iglesia de San Juan de los Caballeros” (1950), y también “Segovia, el navío de piedra” (1956). Pero la labor de D. Luis Felipe como historiador no se ciñó únicamente a las tareas de la investigación y de la publicación, fue también un espléndido docente, de los que encandilan a los que le escuchan; tanto en su faceta como Profesor de Historia en el Instituto de Enseñanza Media de nuestra, como en la de Profesor de los Cursos para Extranjeros, como conferenciante y sobre todo en las tertulias con los amigos, en donde ofrecía experimentados consejos a los jóvenes historiadores que acudían a él en búsqueda de orientaciones.
Sobrino de Juan de Contreras y López de Ayala, Marqués de Lozoya, junto a éste escribió un libro sobre el arte gótico en España, además de contar con otras publicaciones.
Su mayor aportación a la historia la hizo en la revista segoviana “Estudios Segovianos”, en la que publicó casi medio centenar de colaboraciones suyas, entre artículos y comentarios bibliográficos. Algunos de ellos son:
- Monografías en la revista “Estudios Segovianos”, editada por la Real Academia de Historia y Arte de San Quirce:
  - Juan Bravo y la familia Coronel (Segovia, 1949).
  - Un linaje segoviano en Flandes (Segovia, 1949).
  - La iglesia de San Juan de los Caballeros (Segovia, 1950).
  - Retratos de segovianos en el siglo XIX (Segovia, 1955).
  - Elogio a D. Eugenio Colorado y Laca (Segovia, 1955).
  - Heráldica y genealogía segovianas (Segovia, 1956).
  - Segovia, motivo pictórico (Segovia, 1961).
  - Contestación al discurso de Francisco de Paula (Segovia, 1970).
  - Luis Martín García Marcos, poeta festivo (Segovia, 1971).

- Otros:
  - Poemas para cuando sea domingo (1935).
  - Segovia, el navío de piedra (Madrid, 1956), con fotografías de Emmanuel Soguees.
  - Santo Domingo en Segovia (Madrid, 1968), en Cuadernos Dominicanos, 5.